# Осока бурувата
Осока бурувата, осока буріюча (Carex brunnescens) — вид багаторічних трав'янистих рослин родини осокові (Cyperaceae). Етимологія: лат. brunneus — «бурий, коричневий», суфікс scens позначає ослаблену чи приблизну ознаку.

## Опис
Кореневища короткі. Стебла від прямовисних до вигнутих, тонкі, 15–90 см. Листки яскраво-зелені, плоскі. Листові пластини від зеленого до жовтувато-зеленого кольору, плоскі, 10–25 (-40) см×0,5–2 мм. Суцвіття 1,5–7 см × 3–6 мм, з 4–8 колосків. Верхні квітки в колоску жіночі, нижні чоловічі, 0,3–0,8 см завдовжки. Покривні луски блідо-зелені, яйцеподібні, гострі. Плоди від світло-коричневого до коричневого кольору, 1,25–1,5×0,8–1 мм, глянсові. 2n=56. Розмножується насінням та вегетативно.

## Поширення
Північна Америка: Канада, США, Гренландія, Сен-П'єр і Мікелон; російська Азія, Японія; Європа: Білорусь, Естонія, Латвія, Литва, Україна, Австрія, Польща, Словаччина, Швейцарія, Фінляндія, Ісландія, Норвегія, Швеція, російська Північ, Італія, Румунія, Словенія, Франція.
В Україні єдине місце знаходження в пн.-сх. частині Лівобережного Полісся. Адм. регіон: Сумщина. Ізольована популяція невелика за площею та чисельністю особин. Трапляється поодиноко та групами до 20–30 особин. Населяє краї мохових боліт, болотисті луки, заболочені сирі ліси. Ґрунти небагаті підзолисті, дерново-підзолисті. Охороняють в Деснянсько-Старогутському НПП.

## Галерея

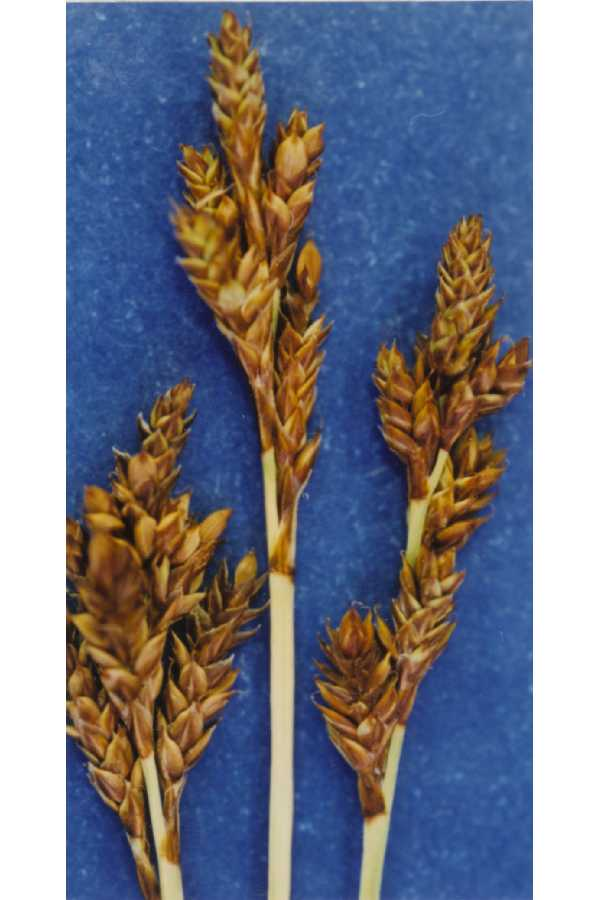
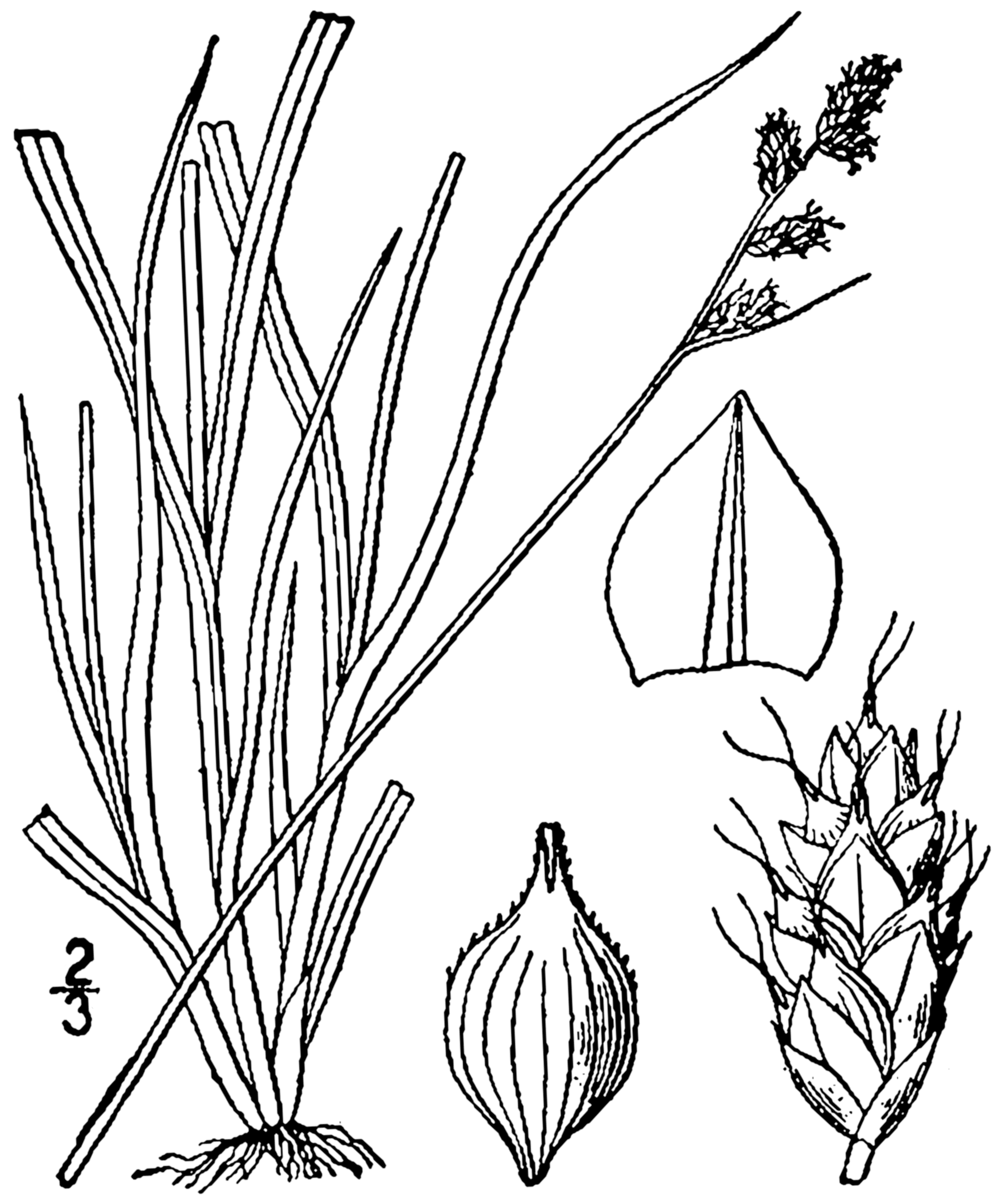

## Список використаних джерел
1. ↑  Carex brunnescens // Словник українських наукових і народних назв судинних рослин / Ю. Кобів. — Київ : Наукова думка, 2004. — 800 с. — (Словники України). — ISBN 966-00-0355-2.
2. 1 2 3  Червона книга України. Осока буріюча Carex brunnescens (Pers.) Poiret
3. ↑  Dictionary of Botanical Epithets
4. ↑  Flora of North America
5. ↑  Germplasm Resources Information Network (GRIN)
6. ↑  Euro+Med Plantbase
7. ↑  Pan-arctic flora